# Hærens Sergentskole
Hærens Sergentskole, Varde, er en uddannelsesinstitution i Forsvaret, der uddanner sergenter, oversergenter og seniorsergenter til alle Hærens våbenarter.
I 1996 blev alle sergentuddannelserne samlet på Sønderborg Kaserne. Uddannelsen på Hærens Sergentskole er baseret på instruktør, lederuddannelse og føreruddannelse. Efter uddannelsen virker sergenterne som instruktører og førere ved regimenterne.
Skolen udbyder desuden pædagogisk grundkursus for Forsvarets kørelærere, ligesom skolen uddanner til træning af sergentelever i psykologisk støtte overfor stressreaktioner hos mandskabet. I 2009 havde skolen 325 årselever. Udover den grundlæggende sergentuddannelse tilbyder Hærens Sergentskole også en afkortet sergentuddannelse beregnet for stampersonel, der ønsker at gå befalingsmandsvejen. Derudover tilbyder skolen videreuddannelse til oversergent og seniorsergent ligesom den grundlæggende sergentuddannelse til sprogofficersuddannelse også ligger i Sønderborg. Endelig varetages  officersaspirantuddannelsen ligeledes af Hærens Sergentskole. Skolen har tidligere grunduddannet kontrakt - og reserveofficerselever.
Hærens Sergentskole lå tidligere på Sønderborg Kaserne under forskellige navne fra 1926, hvor den hed Fodfolkets Sergentskole, idet de øvrige våbenarter havde egen sergentuddannelse på egne skoler. Ved tjenestegrenscentrene gennemføres nu alene en tjenestegrensspecifik uddannelse, men normalt inden uddannelsen til sergent. 
I begyndelsen af tresserne genoptages uddannelsen af sergenter på Sønderborg Kaserne, 1966 får skolen navnet Infanteriets Befalingsmandsskole, 1970 skifter den navn til Sergentskolen i Sønderborg og 1997 fik den sit nuværende navn. I en perioder med særligt pres på kapacietet blev der også uddannet hold i Søgård-lejren.

## Sergentskolen flytninger
I november 1942 forlod den danske hær Sønderborg Kaserne og den 15. november 1942 rykkede tyske marinesoldater ind, og sergentskolen flyttede midlertidig til Næstved. 
I en periode i 1990'erne var det planlagt at flytte skolen til Odense og der blev her gennemført flere hold,, men beslutningen blev senere ændret.
Ved forsvarsforliget 2013-2017 medførte at Hærens Sergentskole i april 2014 havde sidste hold på Sønderborg Kaserne og startede første hold på Varde Kaserne samme måned. 

## Ekstern henvisning
- Sergentskolems hjemmeside

54°54′56.63″N 9°46′59.91″Ø / 54.9157306°N 9.7833083°Ø